# Knust (Hamburg)
Das Knust ist ein traditionsreicher Musikclub in Hamburg. 1976 an der Brandstwiete in der Altstadt gegründet, zog er 2003 wegen des Abrisses des alten Gebäudes zum Neuen Kamp in St. Pauli nahe dem U-Bahnhof Feldstraße. Dort existierte zuvor der Club Schlachthof, dessen Räumlichkeiten das Knust übernahm.

## Geschichte

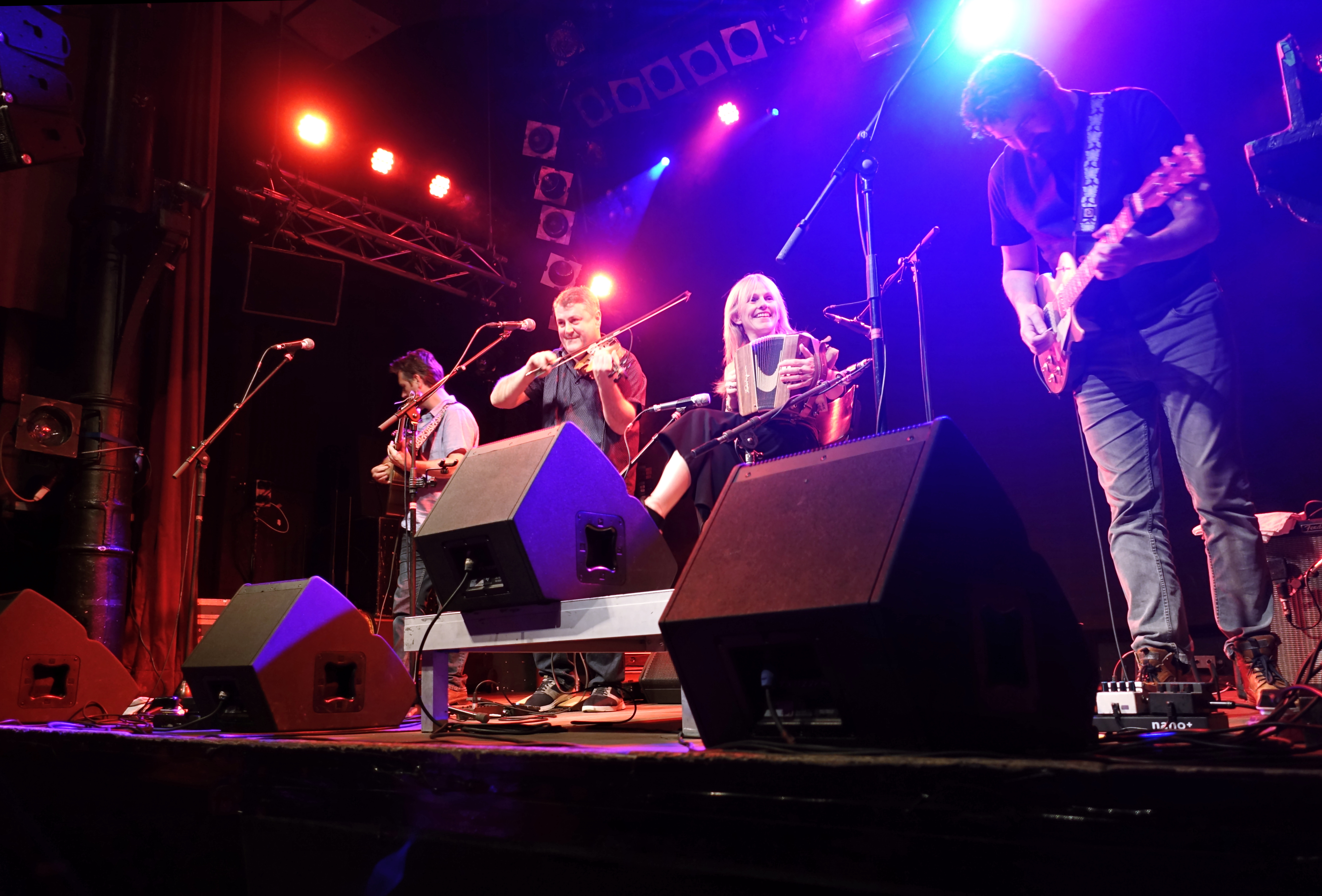
Sharon Shannon und Band, Knust Hamburg 10/2018

Bereits in den 1950er-Jahren gab es an der Brandstwiete einen Live-Club namens Jazzhouse, in dem Künstler wie Herbie Hancock aufgetreten waren. 1976 wurde im Souterrain des Hallerschen Geschäftshaus im Eckgebäude Brandstwiete 2 das Knust eröffnet, das sich schnell zu einem Szenetreffpunkt entwickelte. Der Name wurde nach dem norddeutschen Wort für Kanten gewählt. Im April 1984 gaben hier R.E.M. ihre ersten beiden Deutschland-Konzerte. Über die Jahre spielten – neben den stadtbekannten „Engtanzfeten“ – viele namhafte Bands und Künstler hier, Heather Nova ebenso wie Beck oder Jeff Buckley. 1992 und 1993 wurde der Club vom Magazin Spex als bester Live-Club Deutschlands ausgezeichnet. Am 31. Dezember 2001 musste das alte Knust schließen – an die Stelle trat ein Neubau, der durch die städtische Sprinkenhof AG gemeinsam mit dem Eigentümer des Hauses dort errichtet wurde und als „Haus für Kleingewerbe“ geplant wurde. In den Medien wurde der Abriss des Gebäudes thematisiert, auch Kritik wurde daran geübt. An der Stelle des alten Knusts befindet sich heute eine Bankfiliale.
In der ehemaligen Rinderschlachthalle in St. Pauli, in dem bereits zuvor zahlreiche Konzerte stattfanden, fand das Knust schließlich neue Räumlichkeiten. Am 30. August 2003 fand die Neueröffnung statt. Künstler wie die Levellers, Oceana, Rival Sons, Lacuna Coil oder Latin Quarter treten in dem etwa 500 Zuschauer fassenden Club auf. Auch werden die Heimspiele des FC St. Pauli hier auf einer Großbildleinwand gezeigt.

## Auszeichnungen
- APPLAUS 2023 – Preis für bestes Livemusikprogramm[3]